# Ivo Vojnović
Ivo Vojnović (Ragusa, 9 ottobre 1857 – Belgrado, 30 agosto 1929) è stato uno scrittore dalmata.

## Biografia
Nato a Ragusa di Dalmazia da una famiglia mista, serba da parte di padre ed italiana da parte di madre, studiò inizialmente legge all'Università di Zagabria e divenne sovrintendente al Teatro Nazionale di Zagabria.
Nel 1914 per le sue idee fu arrestato e imprigionato dal governo austro-ungarico in quanto nazionalista iugoslavo. Liberato dopo qualche anno, dal 1919 al 1922 fu console iugoslavo.
Vojnović, molto influenzato dalla conoscenza della letteratura italiana, ed in particolare di Dante, nelle sue opere ricercò sempre l'unificazione delle due letterature, serba e croata, di cui era maestro e fu molto ricettivo verso le correnti letterarie europee contemporanee, dal realismo al simbolismo.

## Opere
- Perom i olovkom, del 1884
- Ksanta, del 1888
- Trilogia ragusea, del 1902
- Morte della madre di Jugović, del 1906
- La signora del girasole, del 1912
- Risurrezione di Lazzaro, del 1913
- Danza delle maschere nell'Attica, del 1922